# Топонимия Боливии
Топонимия Боливии — совокупность географических названий, включающая наименования природных и культурных объектов на территории Боливии. Структура и состав топонимии обусловлены такими факторами, как состав населения, история освоения и географическое положение.

## Название страны
Наименование Боливия (исп. Bolivia) сформировалось сразу после провозглашения независимости страны. На Генеральной ассамблее депутатов провинций Верхнего Перу 6 августа 1825 года была провозглашена независимость Верхнего Перу (исп. Alto Perú). Генерал Сукре, которому Симон Боливар передал командование своей армией в 1824 году, предложил назвать новое государство в честь Боливара — Республика Боливар (исп. República Bolívar). Несколько дней спустя, конгрессмен Мануэль Мартин Круз заявил: «Если от Ромула произошёл Рим, то от Боливара произойдёт Боливия» (исп. Si de Rómulo Roma, de Bolívar Bolivia). Название «Боливия» было утверждено 3 октября 1825 года.
В феврале 2009 года, после вступления в силу действующей Конституции, официальным наименованием страны стало Многонациональное Государство Боливия (исп. Estado Plurinacional de Bolivia, кечуа Buliwya Achka nasyunkunap Mama llaqta, айм. Wuliwya Suyu, гуар. Tetã Volívia) в знак признания многоэтнического характера страны и роли коренных народов Боливии.

## Формирование и состав топонимии
По оценке О. С. Чесноковой, латиноамериканские топонимы по формально-этимологическому признаку могут быть разделены на три основные группы:
- автохтонные топонимы, происходящие из языков коренных народов;
- топонимы испанского происхождения;
- топонимы-гибриды, смесь испанских и индейских элементов[4].

Как отмечает М.Радович, эта классификация вполне применима к топонимии Боливии. К числу автохтонных топонимов следует отнести такие названия департаментов как Кочабамба, Чукисака, Оруро, Потоси, Тариха, Бени, Пандо, а также названия провинций: Инкисиви, Элиодоро-Камачо, Чайянта, Ямпараес. Испанское происхождение имеют такие топонимы как Ла-Пас, Вильямонтес, Тринидад; к гибридным топонимам следует отнести, например, «Гран Чако — чакра»: «деревенский, глупый, тупой»; «Серкадо де Кочабамба», «Серкадо де Бени» и т. д.: cercado — «общественное поле; пастбище, примыкающее к селу». Кроме того, значительное количество боливийских топонимов относится к антропотопонимам, в том числе название страны (см. выше), официальной
столицы страны Сукре, департамента Санта-Крус и его административного центра Санта-Крус-де-ла-Сьерра, названных в честь президента Боливии Андреса де Санта-Крус, провинций (Веласко, Модесто-Омисте, Алонсо-де-Ибаньес, Херман-Йордан), муниципалитета Сан-Игнасио-де-Веласко и других населенных пунктов.
По оценке В. А. Жучкевича, для топонимии стран Южной Америки, расположенных к западу от Анд, характерно преобладание испанских топонимов при хорошей сохранности аборигенных, индейских. Так, в горных районах Боливии основной фон составляют индейские, главным образом аймаро-кечуанские топонимы, прежде всего гидронимы, такие как Титикака, Поопо, а также ойконимы, среди которых — Учиста,Уапуко,Уанкаволика, Уармей, Ерупахо, Ахапама.